# Habitatge a la rambla del Doctor Pearson, 17 (Tremp)
L'Habitatge a la rambla del Doctor Pearson, 17 és un edifici de Tremp (Pallars Jussà) protegit com a Bé Cultural d'Interès Local.

## Descripció
Es tracta d'un dels primers edificis construïts a la Rambla del Doctor Pearson. El immoble permet apreciar les característiques de l'arquitectura domèstica de les darreries del segle xix, i presenta la mateixa distribució exterior que l'edifici annex (número 15) tot i que el número 17 hagi estat posteriorment reformat. Es tracta d'un edifici de tres altures, planta baixa i dos pisos, amb la façana arrebossada i amb una marcada distribució simètrica dels vans. Destaca la bicromia diferenciada entre el mur i l'emmarcament de les obertures. Aquestes es troben emmarcades en tot el seu perfil i presenten el guardapols decorat amb motllura i oves. Tot i haver sofert modificacions en l'ampliació de l'obertura principal de la planta baixa, s'ha conservat la llinda on es pot diferenciar l'any de construcció "1887". Els orificis de ventilació del coronament també apareixen decorats amb gelosies ceràmiques.

## Història
Fou un dels primers edificis de la Rambla del Doctor Pearson, la urbanització de la qual s'ha vinculat tradicionalment amb l'arribada de la carretera cap a Artesa, el 1880; i donà lloc a la construcció d'alguns edificis en el lateral dret.